# Sausee
Der Sausee – lokal auch Säusee genannt – ist ein maximal 3.500 Quadratmeter großer, länglich gestreckter See in Frankfurt am Main, der auf der Gemarkung, aber südlich der Bebauung des Stadtteils Seckbach liegt. Der See und etwa zwanzig Meter seines Umfeldes sind seit 1937 als Naturdenkmal ausgewiesen. Der Bereich liegt im Landschaftsschutzgebiet Grüngürtel und Grünzüge in der Stadt Frankfurt am Main (Frankfurter Grüngürtel). 

## Charakterisierung
Der Sausee ist das Relikt eines Altarmes des Mains und Bestandteil des Frankfurter Grüngürtels. In früherer Zeit war an seiner Stelle vermutlich eine Sandgrube. Auf einem Gemarkungsplan von 1771, der dem Heimatmuseum Seckbach im Original vorliegt, ist das Areal als Sandfeld bezeichnet. Der Name Sausee oder Säusee rührt daher, dass die Seckbacher Bauern in früheren Jahrhunderten ihre Schweine an den See getrieben haben, um sie dort zu tränken. Der flache See ist ein Himmelsteich. Die Besonderheit dieser Naturerscheinung ist, dass sich das Gewässer im Winterhalbjahr mit Grund- und Regenwasser auffüllt, das im Sommerhalbjahr vollständig versickern und verdunsten kann. Eine Sitzbank am Ufer des Sausees erlaubt ein längeres Verweilen. Auf befestigten Fahrradwegen lässt sich der ehemalige Altarmbereich des Mains zwischen Riedteich, Seckbacher Ried und Erlenbruch erkunden.
Eine Zeichnung des Seckbacher Malers und Grafikers Erich Dittmann von 1969 zeigt anschaulich, dass die Seckbacher den Sausee nicht immer als Naturdenkmal akzeptiert haben – zeitweise wurde er als illegale Sperrmülldeponie missbraucht.

## Flora und Fauna
Spezialisten haben sich auf die Verhältnisse am See eingestellt: neben Amphibien, Wasserkäfern und Wasservögeln und der sehr seltenen Gefleckten Heidelibelle (Sympetrum flaveolum) besiedeln der giftige Große Wasserfenchel (Oenanthe aquatica) und der Schild-Wasserhahnenfuß (Ranunculus peltatus) sein Umfeld.
Das teilweise von alten Bäumen wie Hainbuchen (Carpinus betulus), Pappeln (Populus), Rotbuchen (Fagus sylvatica) und Weiden (Salix), Sträuchern, Schilfrohr (Phragmites australis; Synonym: Phragmites communis Trin.) und Röhricht umgebene Miniatur-Biotop befindet sich am Schnittpunkt der Straßen Im Trieb, Am Enkheimer Steg, Am Sausee, Gelastraße und Am Büttelstück. In der näheren Umgebung befinden sich das Naturschutzgebiet Seckbacher Ried und Freizeitgärten.
Die Naturschutzgruppe Seckbach im BUND veranstaltet regelmäßig Führungen zum Thema Amphibien am Sausee (beispielsweise Tümpelspaß in Seckbachs Nass, speziell für Kinder).